# Dietmar W. Winkler
Dietmar Werner Winkler (* 15. April 1963 in Wolfsberg in Kärnten) ist ein österreichischer Kirchenhistoriker, Ökumeniker und Theologe.

## Leben
Nach der Matura am Stiftsgymnasium St. Paul im Lavanttal studierte Winkler Katholische Theologie, Religionspädagogik, Deutsche Philologie und Alte Geschichte an den Universitäten Graz und Innsbruck und absolvierte eine Postgraduate-Ausbildung in Ökumenischer Theologie am Ökumenischen Institut Château de Bossey des Weltkirchenrates (Universität Genf). Er erwarb die Titel Mag. phil., Mag. theol. und ein Certificate in Ecumenical Studies. An der Universität Innsbruck promovierte er zum Dr. theol. mit einer Arbeit zum Koptischen Christentum. Mit einem APART-Stipendium der Österreichischen Akademie der Wissenschaften erfolgte 2000 die Habilitation für Patrologie, Dogmengeschichte und Ökumenische Theologie an der Universität Graz mit einer Arbeit zum Ostsyrischen Christentum (Kirche des Ostens). Ebenda war er von 1991 bis 2000 wissenschaftlicher Mitarbeiter am Institut für Liturgiewissenschaft, Christliche Kunst und Hymnologie. 1998 forschte er als Visiting-Scholar am „St. Ephrem Ecumenical Research Institute“ der Mahatma Gandhi University in Kottayam (Kerala/Indien). Es folgten Lehrtätigkeiten an den Universitäten Graz und Salzburg und 2001 Forschungen als Fulbright-Scholar am „Collegeville Institute“ der St. John’s University (Minnesota, USA). An der Boston University war Winkler von 2003 bis 2005 Professor und Associate Director der Division of Religious and Theological Studies.
2005 wurde Winkler zum Professor für Patristik und Kirchengeschichte an die Universität Salzburg berufen. Er war mehrfach Leiter des Fachbereichs Bibelwissenschaft und Kirchengeschichte der Katholisch-Theologischen Fakultät (2006–2009, 2013–2015, 2019–2023) sowie Dekan der Katholisch-Theologischen Fakultät der Universität Salzburg (2015–2017, seit 2023) und hat seit 2006 die Leitung des Zentrums zur Erforschung des Christlichen Ostens (ZECO) an der Universität Salzburg inne. 2012 Gastforscher am „Center for the Study of World Religions“ der Harvard University (Cambridge, Massachusetts/USA) und 2018 am „Centre Paul-Albert-Février – Textes et Documents de la Méditerranée antique et médiévale“ an der Université Aix-Marseille.

## Forschung
Dietmar W. Winkler ist Experte für Orientalisches Christentum und dessen ökumenische Beziehungen. Seine Arbeitsschwerpunkte sind Kulturgeschichte und Gegenwart der Ostkirchen, orientalische christliche Literatur und historische Theologie in deren politischen Kontexten. An der Universität Salzburg gründete er ein Zentrum zur Erforschung des Christlichen Ostens (ZECO) und etablierte einen Forschungsschwerpunkt zur Ausbreitung des Christentums entlang der Seidenstraße nach Zentralasien und China (Salzburg International Conferences on Syriac Christianity in China and Central Asia).

## Mitgliedschaften
Winkler ist Konsultor im Päpstlichen Rat zur Förderung der Einheit der Christen, Mitarbeiter an Arbeitsprojekten der Kongregation für die orientalischen Kirchen, Mitglied der Theologischen Kommission der Österreichischen Bischofskonferenz und Vorstandsmitglied der Stiftung Pro Oriente.
2010 wurde er Mitglied der Europäischen Akademie der Wissenschaften und Künste, 2017 Research Fellow am Archäologischen Institut der Kasachischen Akademie der Wissenschaften. Er ist u. a. Mitglied der Gesellschaft zum Studium des Christlichen Ostens (GSCO), der North American Patristics Society (NAPS) und war 2016–2021 Vorsitzender der Arbeitsgemeinschaft der Katholischen Kirchenhistorikerinnen und Kirchenhistoriker Österreichs (AKKÖ).

## Herausgeberschaften
Winkler ist Herausgeber der wissenschaftlicher Reihen orientalia-patristica-oecumenica (LIT-Verlag, Münster/Deutschland et al.), Pro Oriente Studies in Syriac Tradition (Gorgias Press, Piscataway, NJ/USA) und gemeinsam mit Alfred Rinnerthaler von Wissenschaft und Religion (Peter Lang, Berlin et al.), sowie im Editorial Board von Texts and Studies in Eastern Christianity (Brill, Leiden/NL et al.), Handes Amsorya. Zeitschrift für Armenische Studien (Mechitaristenverlag, Wien) und The Harp. A Review of Syriac and Oriental Studies (Kottayam/India).

## Auszeichnungen
- 2004: Josef-Krainer-Würdigungspreis in Würdigung der wissenschaftlichen Leistungen im Bereich Kirchengeschichte und Theologie[17].
- 2005: Preis für die Förderung des Dialogs von Wirtschaft, Ethik und Religion der Österreichischen Industriellenvereinigung[18]
- 2009: Salzburg Research Fellowship des Landes Salzburg[19]
- 2015: Preis für hervorragende Lehre der Universität Salzburg (Excellence in Teaching Award 2015)[20]

## Veröffentlichungen (Auswahl)
Monographien
- Wann kommt die Einheit? Ökumene als Programm und Herausforderung (= Kardinal-König-Bibliothek, Band 4). Styria, Graz u. a. 2014, ISBN 3-222-13386-7.
- Ostsyrisches Christentum. Untersuchungen zu Christologie, Ekklesiologie und zu den ökumenischen Dialogen der Assyrischen Kirche des Ostens (= Studien zur Orientalischen Kirchengeschichte, Band 26). Lit, Münster u. a. 2004, ISBN 3-8258-6796-X (zugleich Habilitationsschrift, Graz 2000).
- Die Apostolische Kirche des Ostens. Geschichte der sogenannten „Nestorianer“. Mit Wilhelm Baum:  (= Einführungen in das orientalische Christentum, Band 1). Kitab, Klagenfurt 2000, ISBN 3-902005-05-X.
  - engl. Übers.: The Church of the East. A concise history (= Central Asian studies series). RoutledgeCurzon, London u. a. 2003, ISBN 0-415-29770-2.
  - rumän. Übers.: Biserica Asiriana a Rasaritului. O scurta istorie a crestinismului siro-oriental (= Historia Christiana 8). Editura Doxologia, Iași 2021, ISBN 978-606-666-945-0.
  - persische Übers.: تاریخ مختصر کلیسای شرق. The University of Religions and Denominations Press, Qom 2023, ISBN 978-622-796-727-2.
- Die Ostkirchen. Ein Leitfaden. Mit Beiträgen von G. Larentzakis und Ph. Harnoncourt. Schnider-Verlagsatelier, Graz 1997, ISBN 3-900993-72-6.
  - rumän. Übers.: Bisericile din Rasarit. O scurta prezentare. Cu participarea lui G. Larentzakis si Philipp Harnoncourt. Ed. Arhiepiscopiei Romano-Catolice, Bukarest 2003, ISBN 973-9386-49-0.
- Koptische Kirche und Reichskirche. Altes Schisma und neuer Dialog. Mit einem Vorwort von Franz Kardinal König (= Innsbrucker theologische Studien, Band 48). Tyrolia-Verl., Innsbruck 1997, ISBN 3-7022-2055-0 (zugleich Dissertation, Innsbruck 1995).

Sammelbände zu Ökumene und Orientalischem Christentum
- Oikos Europa zwischen Oikonomia und Oikumene. Globale Marktwirtschaft, EU-Erweiterung und christliche Verantwortung. Hg. mit Wilfried Nausner. Tyrolia-Verl., Innsbruck u. a. 2004, ISBN 3-7022-2554-4.
- Hidden Treasures and Intercultural Encounters. Studies on East Syriac Christianity in China and Central Asia. Ed. with Li Tang.  (= orientalia – patristica – oecumenica, Band 1). Lit, Wien u. a. 2009, ISBN 978-3-643-50045-8.
  - 2. Aufl. Hidden Treasures and Intercultural Encounters. Studies on East Syriac Christianity in China and Central Asia (= orientalia – patristica – oecumenica, Band 1). Lit, Wien u. a. 2014, ISBN 978-3-643-50045-8.
- Diakonat der Frau. Befunde aus biblischer, patristischer, ostkirchlicher, liturgischer und systematisch-theologischer Sicht (= orientalia – patristica – oecumenica, Band 2). Lit, Wien u. a. 2010, ISBN 978-3-643-50181-3.
  - 2. Aufl. Diakonat der Frau. Befunde aus biblischer, patristischer, ostkirchlicher, liturgischer und systematisch-theologischer Sicht (= orientalia – patristica – oecumenica, Band 2). Lit, Wien u. a. 2013, ISBN 978-3-643-50181-3.
- Vom Umbruch zum Aufbruch? Kirchliche und gesellschaftliche Entwicklungen in Ostmitteleuropa nach dem Zerfall des Kommunismus (= Pro Oriente, Band 34). Tyrolia, Innsbruck u. a. 2010, ISBN 978-3-7022-3078-4.
- Syriac Churches encountering Islam. Past experiences and future perspectives (= Pro Oriente studies in the Syriac tradition, Band 1). Gorgias Press, Piscataway 2010, ISBN 978-1-61143-001-1.
- From the Oxus River to the Chinese Shores. Studies on East Syriac Christianity in China and Central Asia. Ed. with Li Tang (= orientalia – patristica – oecumenica, Band 5). LIT, Zürich u. a. 2013, ISBN 978-3-643-90329-7.
- Syriac Christianity in the Middle East and India: Contributions and Challenges (= Pro Oriente studies in the Syriac tradition, Band 2). Gorgias Press, Piscataway 2013, ISBN 978-1-4632-0247-7.
- Winds of Jingjiao. Studies on Syriac Christianity in China and Central Asia. Ed. with Li Tang (= orientalia – patristica – oecumenica, Band 9). LIT, Zürich u. a. 2016, ISBN 978-3-643-90754-7.
- Syrische Studien. Beiträge zum 8. Deutschen Syrologie-Symposium in Salzburg 2014 (= orientalia – patristica – oecumenica, Band 10). LIT, Zürich u. a. 2016, ISBN 978-3-643-50743-3.
- Monastic Life in the Armenian Church. Glorious Past – Ecumenical Reconsideration. Hg. mit Jasmine Dum-Tragut (= orientalia – patristica – oecumenica, Band 14). LIT, Zürich u. a. 2018, ISBN 978-3-643-91066-0.
- Artifact, Text, Context. Studies on Syriac Christianity in China and Central Asia Ed. with Li Tang (= orientalia – patristica – oecumenica vol. 17). Zürich u. a. LIT 2020, ISBN 978-3-643-91195-7.
- Towards a Culture of Co-Existence in Puralistic Societies. The Middle East and India (= Pro Oriente Studies in Syriac Tradition 4). Gorgias Press, Piscataway 2020, ISBN 978-1-4632-4253-4.
- Patrologie und Ökumene. Theresia Hainthaler zum 75. Geburtstag. Hg. mit Peter Knauer SJ und Andrea Riedl. Freiburg-Basel-Wien: Herder 2022, ISBN 978-3-451-39356-3.
- Silk Road Traces. Studies on Syriac Christianity in China and Central Asia. Ed. with Li Tang. (orientalia – patristica – oecumenica vol. 21). Wien: LIT 2022, ISBN 978-3-643-91228-2.
- Synodalität als Möglichkeitsraum. Erfahrungen – Herausforderungen – Perspektiven. Hg. mit Roland Cerny-Werner (Salzburger Theologische Studien 71). Innsbruck: Tyrolia 2023, ISBN 978-3-7022-4084-4.
- Identity and Witness. Syriac Christianity in the Middle East and in India between homeland and global presence. Ed. with Andreas Schmoller (= Pro Oriente studies in the Syriac tradition, Band 5). Gorgias Press, Piscataway 2023, ISBN 978-1-4632-4570-2.
- Die katholischen Ostkirchen. Herkunft - Geschichte - Gegenwart. Mit Christian Lange, Karl Pinggéra, Hacik Rafi Gazer. Herder, Freiburg, Basel, Wien 2024, ISBN 978-3-451-38200-0.

Sammelbände zur kirchlichen Regionalgeschichte
- Wir schauen hin – und helfen: seit 100 Jahren. Caritas Salzburg 100 Jahre. Hg mit Johannes Dines. Wagner Verlag, Linz 2020, ISBN 978-3-903040-48-9.
- Erzbischof Eduard Macheiner. Eduard Macheiner als Brückenbauer – Salzburgs Kirche nach dem 2. Vatikanischen Konzil und der Diözesansynode 1968. Hg. mit Thomas Mitterecker, Wolfgang Neuper und Alfred Rinnerthaler. (Schriftenreihe des Erzbischof-Rohracher-Studienfonds 8; Schriftenreihe des Archivs der Erzdiözese Salzburg 24). Verlag Anton Pustet, Salzburg 2021, ISBN 978-3-7025-1007-7.
- „… und mit dem Tag der Zustellung aufgelassen“. Die Aufhebung der Katholisch-Theologischen Fakultät Salzburg 1938. Hg. mit Alois Halbmayr (= Salzburger Theologische Studien 67). Tyrolia Verlag, Innsbruck 2022, ISBN 978-3-7022-4037-0.